# Nicholas Bobadilla
Nicholas Bobadilla, född 1511 i Palencia, död 1590 i Loreto, var en spansk jesuit.
Han var en av Ignatius av Loyolas första anhängare, och var präst i Karl V:s här. Han blev av kejsaren på grund av sitt motstånd mot Augsburger-interimen förvisad till Italien 1548. Bobadilla verkar ha varit en stridbar och individualistisk person och kom ofta i konflikt med sina egna ordensbröder.